# Lada XRAY
De Lada XRAY is een cross-over geproduceerd door de Russische autofabrikant AvtoVAZ.

## Beschrijving

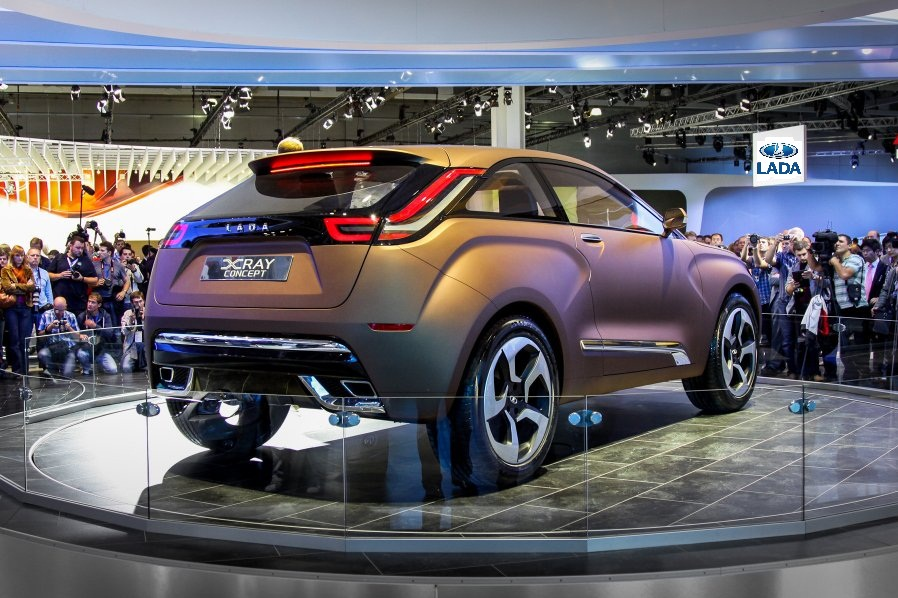
Lada XRAY Concept in Moskou, 2012

Ontworpen door het team van Steve Mattin, de hoofdontwerper van de Lada Vesta, werd hij voor het eerst getoond als conceptauto in augustus 2012 op de internationale autotentoonstelling in Moskou. Een nieuwere versie, de Lada XRAY Concept 2, debuteerde in augustus 2014 en ging in productie in december 2015 in de fabriek in Toljatti. De verkoopstart van de Lada XRAY vond plaats in februari 2016.
De naam heeft twee betekenissen: als een x-ray (een vorm van elektromagnetische straling) en als een afkorting (X - crossover klasse, Recreation, Activity, Youth).
De XRAY is gebaseerd op de Dacia Sandero, geproduceerd door Dacia, onderdeel van Renault-Nissan dat ook een meerderheidsbelang heeft in AvtoVAZ, maar heeft een eigen ontwerp, motoren, versnellingsbakken en verschillende opties die niet verkrijgbaar zijn op de Sandero. De XRAY is de eerste compacte cross-over in de geschiedenis van AvtoVAZ en geldt niet als opvolger van de Lada Niva.
Begin 2017 maakte Lada bekend dat, in tegenstelling tot de Vesta, de XRAY niet zal worden geëxporteerd naar West-Europa.
In 2022 werd de productie gestopt wegens een gebrek aan onderdelen als gevolg van de internationale sancties na de Russische invasie van Oekraïne.